# Sverige i U21-Europamästerskapet i fotboll för herrar 1990
Sveriges fotbollslandslag i U21-EM 1990. 
Den svenska truppen till U21-EM i fotboll 1990 bestod enligt nedan.

## Spelare
| Namn                 | Position    | Klubblag       | Noteringar |
| 1. Lasse Eriksson    | Målvakt     | IFK Norrköping |            |
| 2. Mikael Nilsson    | Försvarare  | IFK Göteborg   |            |
| 3. Jan Eriksson      | Försvarare  | AIK            |            |
| 4. Magnus Erlingmark | Försvarare  | Örebro SK      |            |
| 5. Pontus Kåmark     | Försvarare  | IFK Göteborg   |            |
| 6. Peter Wibrån      | Mittfältare | Östers IF      |            |
| 7. Stefan Rehn       | Mittfältare | IFK Göteborg   |            |
| 8. Ulrik Jansson     | Mittfältare | Östers IF      |            |
| 9. Magnus Karlsson   |             |                |            |
| 9. Jan Jansson       | Mittfältare | Östers IF      |            |
| 10. Tomas Brolin     | Anfallare   | IFK Norrköping |            |
| 11. Kennet Andersson | Anfallare   | IFK Göteborg   |            |
| 12. Krister Nordin   | Mittfältare | Djurgårdens IF |            |
| 12. Johnny Rödlund   | Mittfältare | IFK Norrköping |            |
| 13. Hans Eklund      | Anfallare   | Östers IF      |            |

## Resultat

### Kvartsfinal
- Sverige 2-1 Tjeckoslovakien
- Sverige 4-0 Tjeckoslovakien

### Semifinal
- Sverige 1-1 Sovjetunionen
- Sverige 0-2 Sovjetunionen